# Живкович, Петар
Петар Живкович (серб.  Петар Живковић, Petar Živković) (1 января 1879 — 3 февраля 1947) — сербский и югославский государственный и военный деятель, премьер-министр Королевства Югославия с 7 января 1929 года по 4 апреля 1932 года.
Родился в Неготине, Княжество Сербия. Выбрал военную карьеру: окончил военную академию в Белграде, затем служил в дворцовой гвардии. Участвовал в майском перевороте 1903 года, в ходе которого был убит король Александр Обренович и свергнут дом Обреновичей. Позже присоединился к движению «Белая рука», противостоявшему сербским националистам-членам «Чёрной руки». В 1921 году был назначен королём Александром I командиром дворцовой стражи югославского короля, в 1929 году — премьер-министром.
Был членом Югославской радикальной крестьянской партии, которая вскоре стала единственной легальной партией в стране вследствие его реформ, направленных на подавление местного самоуправления и распространения коммунистических идей. В 1930 году получил звание генерала армии. Добровольно ушёл в отставку с поста премьер-министра в 1932 году, основав Югославскую национальную партию, став её лидером в 1936 году; в правительствах Узуновича и Жевтича был министром армии и флота, окончательно покинув правительство в 1936 году.
В 1941 году, незадолго до вторжения в страну войск нацистской Германии, оставил Югославию, в 1943 году стал членом югославского королевского правительства в изгнании, будучи министром без портфеля и заместителем главнокомандующего вооружёнными силами страны. В 1946 году был заочно приговорён коммунистическими властями страны к смертной казни, ввиду чего остался до конца жизни в изгнании в Париже.